# Bizarro fiction
Bizarro fiction è un termine, mutuato dalla lingua inglese, con il quale si indica un genere letterario i cui elementi dominanti sono l'assurdo, la satira, il grottesco e il surrealismo che si fa reale. La bizarro fiction mescola fantasy, horror e fantascienza in proporzioni variabili a seconda dell'opera, quindi ogni romanzo può essere classificato come appartenente a un genere anziché a un altro. Nel genere sono ravvisabili anche influenze provenienti dal movimento Ero guro e dalle opere di Franz Kafka, Chuck Palahniuk, Lewis Carroll, Douglas Adams e Damon Knight.

## Storia
La Bizarro Fiction nasce insieme alla casa editrice Eraserhead Press, fondata nel 1999 da Carlton Mellick III e diretta da Rose O’Keefe. All'inizio il genere veniva chiamato "Nuovo Assurdismo" o "Narrativa Irreale". Nel 2005, però, le tre principali case editrici specializzate nel genere (Eraserhead Press, Raw Dog Screaming Press e Afterbirth Books) decisero di assumere definitivamente il termine "Bizarro Fiction".
Il manifesto della Bizarro Fiction è rappresentato delle antologie "Bizarro Starter Kit". E non a caso la Bizarro Fiction si esprime per lo più racconti e sono pochi i romanzi ascrivibili al genere.
Alcuni racconti Bizarro sono stati finalisti ai premi Philip K. Dick Award, Bram Stoker Award e Rhysling Award.

## Caratteristiche
All'interno della bizarro fiction sono riscontrabili due correnti: una "soft" e una "hard". Le caratteristiche comuni a entrambe, e quindi necessarie per classificare un'opera come bizarro fiction, sono:
- Situazioni e ambientazioni particolarmente strane;
- Almeno tre elementi fantastici/sovrannaturali importanti per la trama;
- Mescolanza di fantasy, fantascienza e horror in proporzioni variabili;
- Un forte gusto per il grottesco e l'assurdo, con idee surreali che si fanno reali e concrete.

In aggiunta a tutto ciò, la corrente "hard" ha degli elementi ricorrenti e peculiari, che però non sono obbligatori per classificare un'opera come bizarro fiction. Questi elementi "hard" sono:
- Dissacrazione dei tabù;
- Umorismo nero, ironia e satira;
- Feticismi, parafilie e sessualità estrema;
- Violenza eccessiva e splatter;
- Largo uso delle secrezioni corporee e di altri elementi disgustosi.

Inoltre, il sito di riferimento per la Bizarro Fiction, ovvero Bizarro Central, definisce così la Bizarro fiction:
- La Bizarro, detto semplicemente, è il genere dell'assurdo;
- La Bizarro è l'equivalente letterario della sezione film cult del videonoleggio;
- Come per i film cult, il Bizarro è qualche volta surreale, qualche volta avant-garde, qualche volta sciocca, qualche volta sanguinaria, qualche volta al limite della pornografia e sempre fuori di testa;
- La Bizarro non punta a essere solo il genere dello “strano”, ma punta anche a essere un genere affascinante, intellettualmente stimolante e, soprattutto, divertente da leggere;
- La Bizarro spesso si basa su una certa logica da cartone animato che, quando applicata al mondo reale, crea un universo instabile dove il bizzarro diventa la norma e le assurdità acquistano concretezza;
- La Bizarro è stata creata da un gruppo di piccoli editori in risposta all'aumentare della domanda per la (buona) narrativa strana e al crescere degli scrittori specializzati in questo ambito;
- Bizarro è come: Franz Kafka che incontra John Waters; un Dr. Seuss post-apocalittico; Takashi Miike che incontra William S. Burroughs; Alice nel Paese delle Meraviglie per adulti; animazione giapponese diretta da David Lynch.

### Un esempio di Bizarro Fiction
Rose O’Keefe, per spiegare la bizarro fiction, immagina una versione alternativa di Jurassic Park: 

### Differenze con il New Weird
Il New Weird e la Bizarro Fiction hanno dei punti in comune e vengono spesso confusi tra di loro, ma in realtà sono piuttosto diversi.
Le principali differenze tra i due sottogeneri sono:
- La bizarro fiction è molto più estrema, esagerata, dissacrante e grottesca. Nel new weird non vengono mai sfiorati gli eccessi della bizarro fiction. In generale, la bizarro fiction parte da premesse troppo assurde e allucinate per il new weird;
- Il new weird sviluppa le stranezze solo con creature e ambientazioni, mai con le situazioni (che devono sempre essere verosimili e coerenti). La bizarro fiction, invece, sfrutta anche e soprattutto le situazioni al limite nonsense. Queste ultime possono essere verosimili e coerenti, ma non è obbligatorio;
- La bizarro fiction si fonda obbligatoriamente sull'utilizzo di molti elementi strani e surreali (almeno tre), mentre nel new weird non c'è una regola predefinita;
- Il new weird ha aspirazioni di "alta letteratura" e possiede vari rimandi allegorici (sociopolitici, d'attualità, filosofici), mentre la bizarro fiction è divertimento puro e fine a sé stesso. Ci sono delle eccezioni in entrambi i sensi, ma in generale sono generi con scopi diversi;
- La maggioranza delle opere bizarro fiction è ironica e umoristica, mentre il new weird è generalmente serio e drammatico.

Rose O’Keefe spiega così le differenze tra New Weird e Bizarro Fiction:

### Differenze con la Letteratura Sperimentale
Rose O'Keefe ha dichiarato:
A ciò, Carlton Mellick III ha aggiunto: 

## Autori principali
- Carlton Mellick III[8]
- Mykle Hansen[9]
- Athena Villaverde[10]
- Chris Genoa[11]
- Kevin L. Donihe[12]
- Jeff Burk[13]
- D. Harlan Wilson[14]
- Steve Aylett[15]
- Steve Beard[16]
- Tom Bradley[17]
- Garrett Cook[18][19][20][21]
- Vincent Sakowski[22]
- Andre Duza[23]
- Eckhard Gerdes[24]
- Andrew Goldfarb[25]
- Jeremy Robert Johnson[26]
- Jordan Krall[27]
- John Edward Lawson[28]
- Cameron Pierce[29]
- Andersen Prunty[30]
- Gina Ranalli[31]
- Tony Rauch[32]
- Bradley Sands[33]
- Jeremy C. Shipp[34]
- Alyssa Sturgill[35]
- Bruce Taylor[36]

## La Bizarro fiction in Italia
Tra il 2014 e il 2018 la Antonio Tombolini Editore ha tradotto quattordici opere di Mellick III (La Vagina Infestata, Puttana da Guerra, Il Ninja Morbosamente Obeso, Kill Ball, Il Villaggio delle Sirene, Apocalisse Peluche, La Marcia Carnale, Pugni di Armadillo, Adolf nel Paese delle Meraviglie, Testa d'Uovo, I Cannibali di Candyland, La Casa Sulle Sabbie Mobili, Ho Messo Incinta La Figlia di Satana! e Apeshit: Pazzi Furiosi) e li ha pubblicati nella collana di narrativa fantastica "Vaporteppa". Si tratta delle prime opere Bizarro fiction importate in Italia, dato che Missione in Alaska (Help! A Bear Is Eating Me!) di Mykle Hansen non è pienamente inseribile nel genere né nel macro-spettro della narrativa fantastica.
I romanzi Dannazione e Sventura di Chuck Palahniuk, pubblicati in Italia dalla Mondadori Editore, sono anch'essi ascrivibili alla Bizarro fiction.

## Curiosità
Un uomo canadese è stato arrestato per aver prestato Satan Burger di Carlton Mellick III a un minorenne.